# Bruno Oberle
Bruno Oberle (San Galo, 12 de octubre de 1955) es un profesor y alto funcionario suizo, director general de la Unión Internacional para la Conservación de la Naturaleza (UICN) desde 2020.

## Biografía
Bruno Marie Carmelo Oberle, tras crecer en Locarno, estudió biología en el Escuela Politécnica Federal de Zúrich, a la que siguió una formación adicional en economía y pedagogía y posteriormente obtuvo un doctorado. Profesor del Instituto Federal en el que estudió, desde 1980 trabajó en el campo de la gestión y protección del medio ambiente, en el que asesoró a administraciones y empresas. Durante varios años fue profesor en el Departamento de Ciencias ambientales de la ETH Zurich.
De 1999 a 2005, Bruno Oberle fue subdirector de la Oficina Federal de Medio Ambiente, Bosques y Paisaje (FOEFP). El 1 de octubre de 2005, el Consejo Federal lo nombró director de la OFEFP  y luego, el 1 de enero de 2006, director de la OFEV.
A finales de 2015, dejó la OFEV para convertirse en profesor titular de economía verde en la Escuela Politécnica Federal de Lausana (EPFL). Su sucesor fue Marc Chardonnens. 
En 2020, se convirtió en director general de la UICN, en sustirución de Inger Andersen. 